# Herrenstall

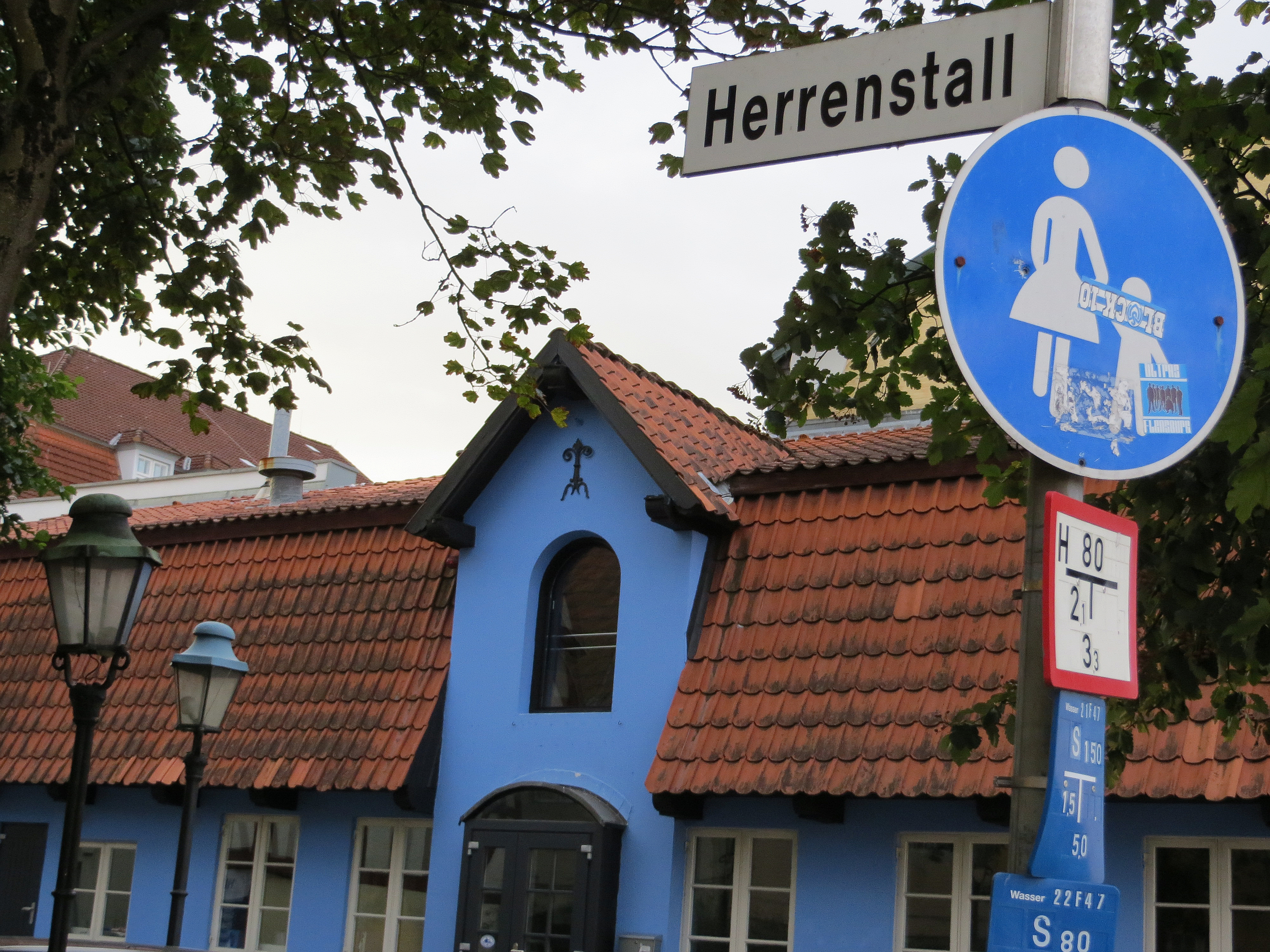
Straßenschild Herrenstall; im Hintergrund das angrenzende Gebäude mit der Adresse Schiffbrücke 37, das im Grunde ebenfalls zum Herrenstall gehört.

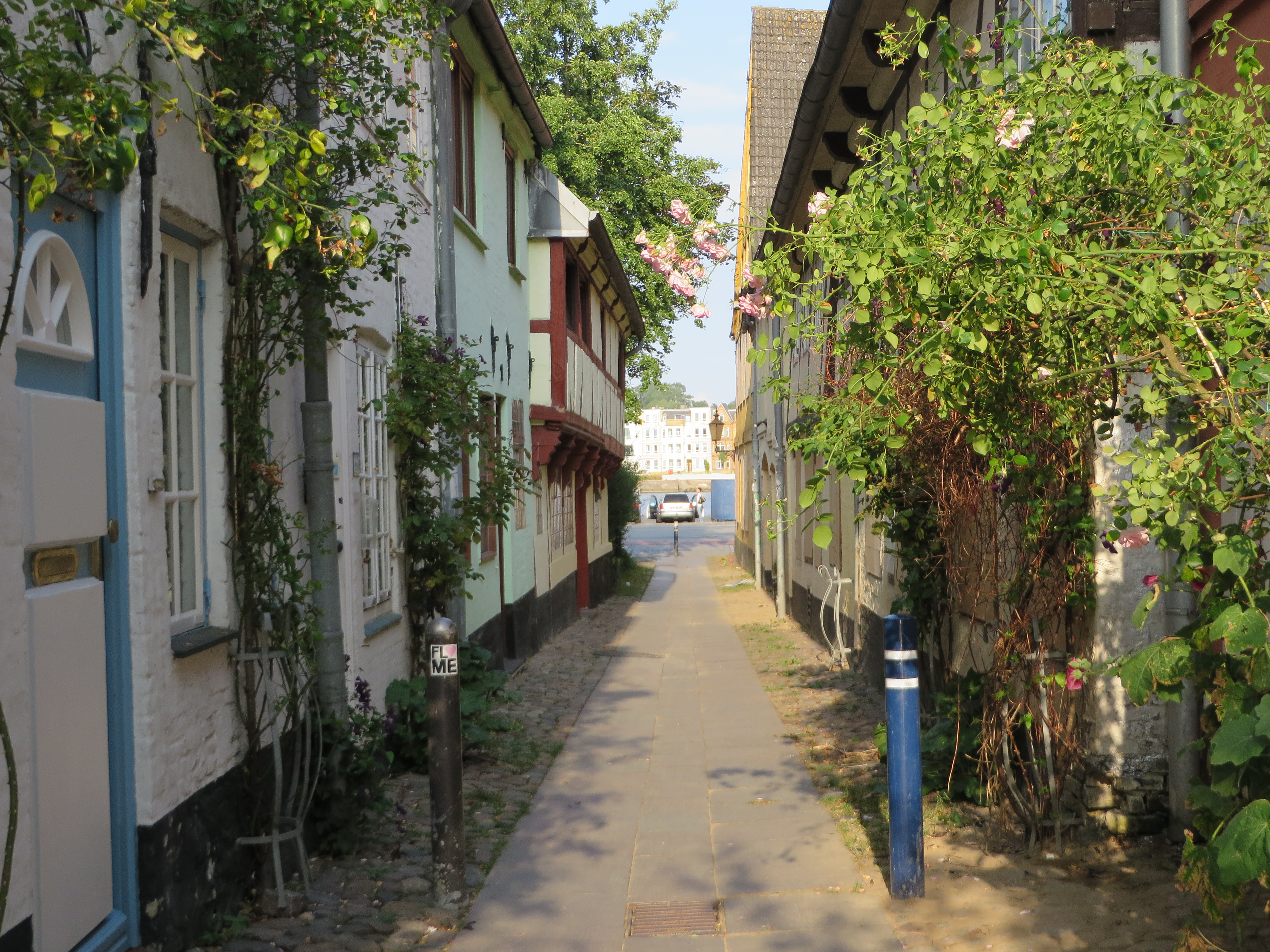
Herrenstall im Juli 2014

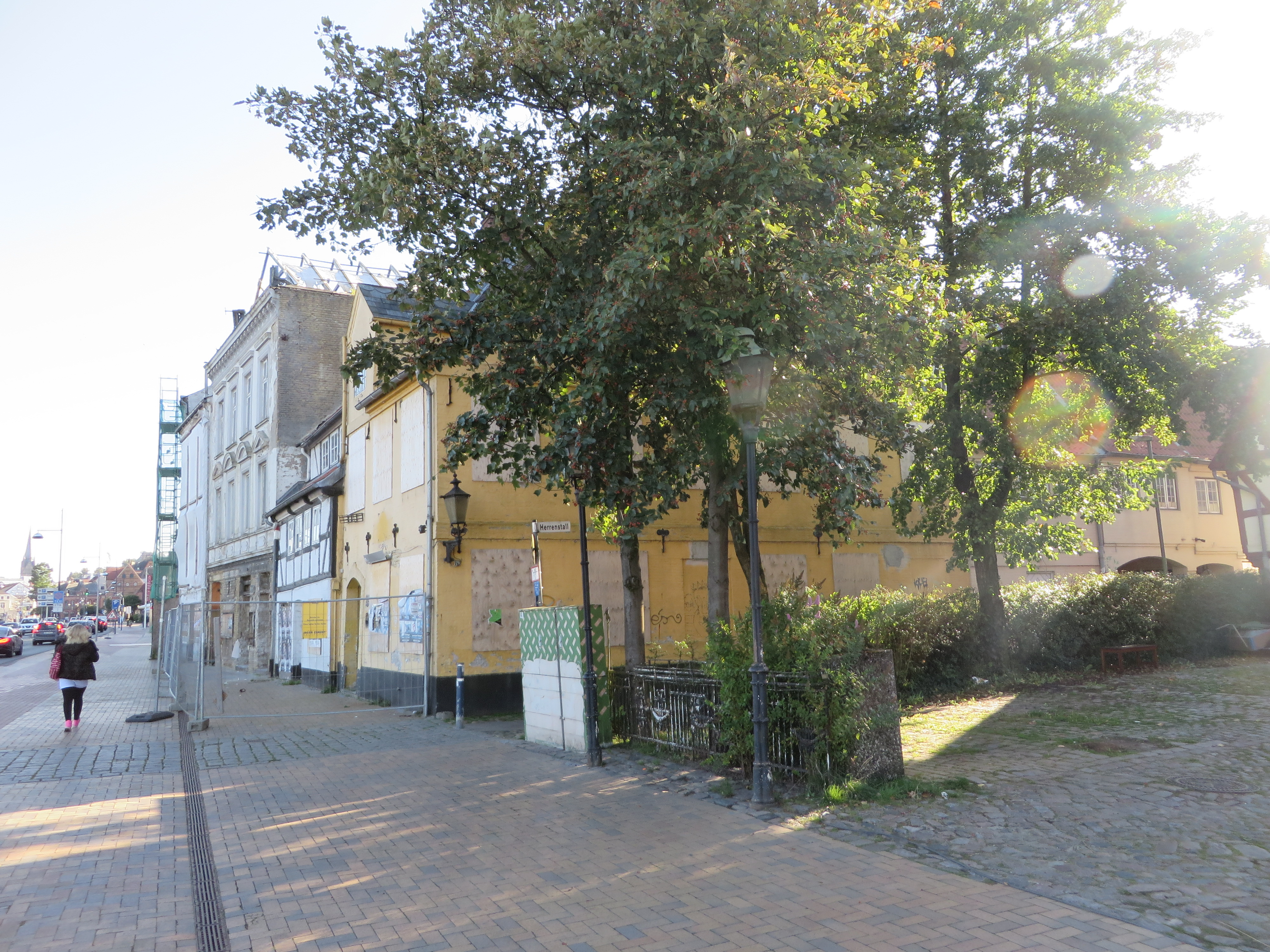
Der Straßenanfang vom Herrenstall von der Seite mit dem gelben Eckhaus Schiffbrücke 36 und den angrenzenden Häusern im Jahr 2014. Die Stadt beschloss 2015 den Abriss und originalgetreuen Wiederaufbau des Eckhauses, in dem sich zuletzt die Gaststätte Move befand.

Der Herrenstall (dänisch: Herrestaldene) ist eine historische Gasse in der Altstadt von Flensburg, liegt in der alten Ramsharde und führt von der Hauptstraße dieses Stadtteils, der Norderstraße (Nørregade), zur Schiffbrücke (Skibbroen) bis an den Flensburger Hafen.

## Lage und Geschichte
Der Herrenstall ist eine enge Altstadtgasse im Flensburger Norden. In Ost-West-Richtung fällt sie von der Norderstraße (zwischen den Häusern 64 und 66) nach Osten hin ab und führt parallel zu den vielen Flensburger Kaufmannshöfen zur Schiffbrücke, deren Nr. 36 das Eckhaus zum Herrenstall bildet. Namentlich wurde die Gasse bereits 1582 erstmals genannt, vermutlich ist sie aber noch älter. Der Name bezieht sich möglicherweise auf Stallungen der Herren der Duburg hier in Hafennähe. Die kleine Gasse war der kürzeste Weg vom Hafen über die Schloßstraße (Slotsgade) zum Schloss Duburg. Spätestens seit dem 17. Jahrhundert war die Gasse beiderseits geschlossen bebaut, meist mit kleinen Traufhäusern ähnlich wie der Oluf-Samson-Gang (Oluf Samsons Gang). Hier wohnten vor allem Kleinbürger, Handwerker und Arbeiter.

## Heutiges Erscheinungsbild
Seit den 1970er Jahren hat der bis dahin gut erhaltene Herrenstall die Hälfte seiner historischen Bebauung eingebüßt, bildet im Ostteil aber noch eine der schönsten kleinen Straßen der Stadt. Dem Bau des Gesundheitsamtes und eines benachbarten Supermarktes fiel 1974/75 ein ganzes Areal historischer Gebäude zum Opfer. Neben den Giebelhäusern Norderstraße 52–64 mit teilweise eindrucksvollen alten Kaufmannshöfen traf dies auch einen Teil des Herrenstalls. Auch an der Nordseite der Gasse wurden Häuser abgebrochen, um Parkplätze zu gewinnen. Die übrigen Bauten verfielen zusehends. Ab den 1980er Jahren setzte jedoch ein Umdenken ein. Das stark verfallene langgestreckte Fachwerkhaus Nr. 14 wurde renoviert und zu einer Gaststätte umgebaut. Auch die gegenüberliegenden Häuser 11–19 haben seither sehr gewonnen. Im Westen der Straße blieb nur die Rückfront des Hauses Norderstraße 66 erhalten. Leider steht die Gaststätte seit einigen Jahren leer, ebenso das in den 1980er Jahren ebenfalls aufwändig renovierte eindrucksvolle Eckhaus Schiffbrücke 36.
Durch neue Bauprojekte ist der Rest des Herrenstalls weiterhin gefährdet. Im Rahmen der Neubebauung des Hinterhofes des Kayserhofes, wurde eines der Gebäude im unteren Bereiche des Herrenstalles, welches sich bisher ohne wirklichen Kontrast in die alte Bebauung einfügte, zum Teil abgerissen. Zudem plant die SPD seit 2014 beim Herrenstall und seinem Umfeld ein Parkhaus.